# Kościół Matki Bożej Gwiazdy Morza w Unieściu
Kościół Matki Bożej Gwiazdy Morza – kościół parafialny w Unieściu. Znajduje się przy ul. Morskiej 1.

## Historia
Kościół zbudowano w latach 1984–86. Początkowo był to kościół filialny parafii w Mielnie. Dopiero w 1991 r. wyodrębniono parafię Unieście. W 2006 r. zamontowano w kościele płaskorzeźby drogi krzyżowej ufundowane przez wczasowiczów.

## Architektura
Kościół ma kształt pięcioboku. Wykonany jest z otynkowanych bloczków betonowych. Przy kościele stoi dzwonnica, na której znajdują się trzy dzwony.